# Gatis Jahovičs
Gatis Jahovičs, né le 11 août 1984, à Riga, en République socialiste soviétique de Lettonie, est un joueur letton de basket-ball. Il évolue au poste d'ailier. 